# Microcavia niata
Microcavia niata es una especie de roedor de la familia Caviidae.

## Distribución geográfica
Se encuentra en el noroeste de la Argentina, el sudoeste de Bolivia y el norte de Chile.